# Helicteres angustifolia
Helicteres angustifolia är en malvaväxtart som beskrevs av Carl von Linné. Helicteres angustifolia ingår i släktet Helicteres och familjen malvaväxter. Utöver nominatformen finns också underarten H. a. obtusifolia.